# Tel Šimron
Tel Šimron (hebrejsky: תל שימרון) je archeologická lokalita v Izraeli.

## Poloha
Leží v nadmořské výšce cca 170 metrů na rozmezí severního okraje Jizre'elského údolí a svahů Dolní Galileji, které se z údolí zvedají směrem k aglomeraci města Nazaret. Je situována cca 1 kilometr západně od vesnice Timrat a 2 kilometry severovýchodně od vesnice Nahalal. Jižně od Tel Šimron prochází dálnice číslo 75.

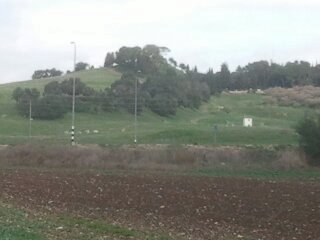
Tel Šimron

## Dějiny
Ve starověku se tu rozkládalo město zmiňované v egyptských pramenech. V biblické Knize Jozue 19,15 se uvádí jako Šimrón - sídlo kmene Zabulon Během první židovské války v roce 66 křesťanského letopočtu zde byla židovská pevnost, ve které Římanům vzdorovalo 2000 bojovníků. Roku 1929 zde archeologický průzkum vedený Eleazarem Sukenikem odhalil pozůstatky starověké synagogy.
Roku 1867 se zde usadila skupina členů protestantské sekty templerů z Německa, kteří se tu pokoušeli o zřízení zemědělské osady. Kvůli výskytu malarické chřipky ale místo opustili.
Od roku 1936 zde fungovala výcviková židovská farma, která připravovala kádry pro zřizování zemědělských družstevních osad typu mošav v tehdejší mandátní Palestině. Počátkem 50. let 20. století zde dočasně existoval přistěhovalecký tábor, jehož obyvatelé pak zakládali nedaleké město Migdal ha-Emek. Dočasně zde také vznikla vesnice Timorim, jejíž obyvatelé se ale pak přestěhovali na jih Izraele. Poblíž lokality se rozkládá hřbitov příslušející k vesnici Nahalal, kde jsou pohřbeni mnozí zakladatelé Nahalalu.
Místo bylo vyhlášeno za přírodní rezervaci.